# 1807 na música

## Nascimentos
| Data           | Nome                    | Profissão                                                   | Nacionalidade | Observações | Ref |
| -------------- | ----------------------- | ----------------------------------------------------------- | ------------- | ----------- | --- |
| 22 de julho    | Cecília da Suécia       | compositora, princesa da Suécia e grã-duquesa de Oldemburgo | Suécia        | m. 1844     |     |
| 27 de setembro | José Ernesto de Almeida | professor e músico                                          | Portugal      | m 1869      |     |
| 21 de outubro  | Napoléon Henri Reber    | compositor                                                  | França        | m. 1880     |     |

## Mortes
| Data | Nome | Profissão | Nacionalidade | Observações | Ref |
| ---- | ---- | --------- | ------------- | ----------- | --- |